# Карија (Вибо Валенција)
Карија је насеље у Италији у округу Вибо Валенција, региону Калабрија.
Према процени из 2011. у насељу је живело 688 становника. Насеље се налази на надморској висини од 446 м.